# Высшая партийная школа при ЦК КПСС
Высшая партийная школа при ЦК КПСС (ВПШ) — высшее партийно-политическое учебное заведение в СССР по подготовке и переподготовке руководящих кадров КПСС и Советов, работников СМИ (радио, печати и телевидения), существовавшее в Москве в 1939—1978 годах. Объединена с Академией общественных наук при ЦК КПСС. ВПШ окончило около 10 тысяч партийных и государственных работников, а также более 14,5 тысяч прошло переподготовку на курсах.

## История
10 июля 1918 г. по инициативе Я. М. Свердлова были открыты курсы агитаторов и пропагандистов при ВЦИК. В январе 1919 г. курсы были реорганизованы в Школу советской работы. На ее базе была создана Центральная школа советской и партийной работы, которую в июле 1919 г. переименовали в Коммунистический университет имени Я. М. Свердлова. Это было первое в СССР высшее партийное учебное заведение, готовившее кадры для партийной администрации. Свои двери университет открыл осенью 1919 г. В начале университет располагался в здании на улице Малая Дмитровка, д. 6, а в первой половине 20-х гг. переехал на Миусскую площадь, д. 6, в здание, которое занимал МГНУ.
В 1936—1938 гг. Школе пропагандистов были переданы книги и журналы из библиотек закрывшихся учебных заведений: Института Красной профессуры, Коммунистического университета трудящихся Востока, Коммунистического университета национальных меньшинств Запада и ряда других библиотек. В 1939 г. после XVIII съезда Всероссийской коммунистической партии большевиков, школа пропагандистов была реорганизована в Высшую партийную школу при ЦК ВКП(б).
Предшественниками Высшей партийной школы при ЦК КПСС были Коммунистический университет имени Я. М. Свердлова, курсы агитаторов-инструкторов при ВЦИК и Высшая школа пропагандистов имени Я. М. Свердлова. В 1935 г. университет был преобразован в Высшую школу пропагандистов при ЦК ВКП(б) имени Я. М. Свердлова
В 1939 году получила своё последнее название.
В 1978 г. произошло объединение Высшей партийной школы с Академией общественных наук и Заочной высшей партийной школой. Новое учреждение было названо Академией общественных наук при ЦК КПСС и обосновалось на проспекте Вернадского. В этом же году происходит выделение Московской высшей партийной школы (МВПШ) как самостоятельного партийного и научного учреждения, которое осталось на Миусской площади. Большую роль в пополнении библиотеки нового учреждения играло комплектование литературы из фондов родственных библиотек — Академии общественных наук при ЦК КПСС, Управления делами ЦК КПСС, Всероссийской государственной библиотеки иностранной литературы, Государственной библиотеки СССР имени В. И. Ленина и др.
Ежегодно в библиотеку поступали около 40 тыс. экз. на русском языке и более 1500 экз. на 12 иностранных языках. К началу 1991 г. библиотека МВПШ насчитывала около 1 млн ед. хр. и была одной из крупнейших библиотек Москвы общественно-политического профиля
В начале 1990 г., после того как прежняя партийно-государственная система стала себя изживать, а КПСС утратила политико-юридический статус, отпала необходимость в подготовке партийных кадров. На базе партийных школ стали появляться новые учебные заведения.
В 1991 г. на Миусской площади был открыт Российский государственный гуманитарный университет (РГГУ). Большая часть книжного фонда МВПШ перешла к Российскому государственному социальному университету и Российской академии государственной службы при Президенте Российской Федерации, а оставшаяся часть фонда вошла в состав формирующейся библиотеки РГГУ. По приблизительным подсчетам в фонде Информационного комплекса «Научная библиотека» РГГУ хранится более 53 тыс. книг из фондов МГНУ и МВПШ, часть этого книжного наследия используется в учебном процессе.

### Научная и учебная деятельность
На учёбу в ВПШ, по рекомендации ЦК КП союзных республик, крайкомов и обкомов партии, ЦК КПСС принимались члены партии в возрасте до 40 лет имевшие высшее образование и не менее пяти лет партийного стажа. Срок обучения составлял 2 года. Также в ВПШ были действующие на постоянной основе курсы по переподготовке руководящих партийных и советских работников. ВПШ оказывает помощь в подготовке кадров для партийной и государственной работы странам социалистического лагеря.
Помимо учебно-методической ВПШ проводила научно-исследовательскую работу, проводилась подготовка монографий, разрабатывались программы, учебники и учебно-методические пособия. ВПШ проводились защиты диссертаций на соискание учёных степеней кандидата и доктора наук.

### Учебные подразделения
ВПШ имела 12 кафедр:
- истории КПСС;
- марксистско-ленинской философии;
- научного коммунизма;
- политической экономии;
- партийного строительства;
- современного международного коммунистического, рабочего и национально-освободительного движения;
- советской экономики;
- экономики сельского хозяйства;
- государственного права и советского строительства;
- журналистики и литературы, русского языка;
- иностранных языков.